# Санон, Крити
Крити Санон (англ. Kriti Sanon, род. 27 июля 1990, Нью-Дели, Индия) — индийская фотомодель и актриса. Крити Санон является одной из самых успешных индийских моделей, она работала с такими известными индийскими дизайнерами как: Риту Бери, Сунит Варма и Ники Махаджан. Лауреат Filmfare Award за лучшую дебютную женскую роль.

## Карьера
Свою актёрскую карьеру Крити начала в индустрии Толливуда. В 2014 году на экраны вышел телугу фильм «Дорога к дому», в котором она сыграла в паре с Махешем Бабу. Выходу фильма предшествовал скандал, поскольку первый появившийся постер к фильму, где Крити ползёт на коленях за главным героем, вызвал горячие обсуждения в индийском обществе. Актриса Саманта, которую также поддержал актёр Сиддхарт, сказала, что такой постер унижает честь и достоинство женщин. Поклонники Махеша Бабу с гневной критикой набросились на Саманту и Сиддхарта, защищая своего кумира. В Твиттере развернулась настоящая «война» сторонников и противников неоднозначного постера. Сама Крити сказала, что высказывать мнение о постере надо после просмотра фильма, и тогда будет понятен подтекст. Многие критики достаточно высоко оценили актёрское мастерство дебютантки в этом фильме, сказав, что «она играет не как дебютантка, а как ветеран». Фильм получил положительную оценку.
Второй фильм Крити — болливудский «Право на любовь», в паре с ещё одним дебютантом Тайгером Шроффом, сыном Джеки Шроффа. Фильм стал «супер-хитом», а Крити получила Filmfare Award за лучшую дебютную женскую роль.
Через год после его успеха, она снялась в киноленте Рохита Шетти «Влюблённые» с Шахрухом Ханом и Каджол в главных ролях. В том же году вышел фильм Dolchay на телугу, где она снялась вместе Нагой Чайтанья.
В 2017 году она появилась в фильме Raabta в паре с Сушантом Сингх Раджпутом, сыграв девушку Сайру, живущую в наше время, и принцессу Сайбу из вымышленной страны далёкого прошлого. Картина получила негативные отзывы критиков и провалилась в прокате, став первым провалом в карьере Крити. В том же году вышел фильм «Конфетка из Барели» с Аюшманном Кхуррана и Раджкумаром Рао, имевший коммерческий успех. В нём, актриса сыграла Битти, очаровательную девушку из небольшого городка Барели, которая мечтает выйти замуж лишь за того, кто будет понимать её и принимать такой, какая она есть. За этот фильм Санон получила награду на церемонии награждения Dadasaheb Phalke Excellence Awards в номинации «Лучшая актриса».
В 2018 году Крити подписала 4 проекта, среди которых фильм Рохита Джуграджа Arjun Patiala с Дилджитом Досанджем и Варуном Шармой. Действие фильма проходит в Пенджабе. Крити сыграла девушку по имени Риту, которая является криминальным журналистом.
Второй фильм — Luka Chuppi, вышел 1 марта 2019 года. В нём Крити снялась в паре с Картиком Арьяном. Сборы в день премьеры фильма стали рекордными в карьере обоих актёров. Фильм получил положительную оценку как от критиков так и от публики. Крити сыграла девушку из Матхуры, которая уехала учиться в Дели, а затем вернулась в свой родной город. Её героиня представляет современную молодёжь, которая выступает за равенство полов и имеет свою собственную идеологию.
В том же году актриса была приглашена как танцовщица для item-номера «Aira Gaira» в фильм Kalank, который провалился в прокате.
В 2019 году Крити приняла участие в фильме с Акшаем Кумаром, Ритешем Дешмукхом, Бобби Деолом, Пуджой Хегде и Крити Кхарбандой — Housefull 4, повествующем о забавной реинкарнации. Съёмки фильма проходили в Лондоне и в Джайсалмере.
Актриса также подписалась на съёмки в историческом фильме режиссёра Ашутоша Говарикера — Panipat. Это будет первый исторический фильм Крити. В нём она играет Парватибаи, вторую жену Садашив Рао Бхау, главнокомандующего армии маратхов. В основу фильма взята история о третьей битве при Панипате, состоявшейся в 1761 году.

## Фильмография
| Год  |   | Русское название   | Оригинальное название | Роль                                |
| ---- | - | ------------------ | --------------------- | ----------------------------------- |
| 2014 | ф | Один               | 1: Nenokkadine (тел.) | Самира                              |
| 2014 | ф | Право на любовь    | Heropanti             | Димпи                               |
| 2015 | ф | Хватай и беги      | Dohchay (тел.)        | Мира                                |
| 2015 | ф | Влюблённые         | Dilwale               | Ишита Дев Малик                     |
| 2017 | ф | Тесная связь       | Raabta                | Сайра Сингх/Саиба                   |
| 2017 | ф | Конфетка из Барели | Bareilly Ki Barfi     | Битти Мишра                         |
| 2018 | ф | Женщина            | Stree                 | камео в песне «Aao Kabhi Havrli Pe» |
| 2019 | ф | Прятки             | Luka Chuppi           | Рашми Триведи                       |
| 2019 | ф |                    | Kalank                | камео в песне Aira Gaira            |
| 2019 | ф | Арджун Патиала     | Arjun Patiala         | Риту Рандхава                       |
| 2019 | ф | Полный дом 4       | Housefull 4           |                                     |
| 2019 | ф | Панипат            | Panipat               | Парвати Баи                         |
| 2021 | ф | Мими               | Mimi                  | Мими                                |
| 2021 | ф | Баччан Пандей      | Bachchan Pandey       |                                     |
| 2021 | ф |                    | Hum Do Hamare Do      |                                     |
| 2021 | ф |                    | Bhediya               |                                     |
| 2022 | ф |                    | Adipurush             | Сита Деви                           |